# تشارلز آر. سافاج
تشارلز آر. سافاج (بالإنجليزية: Charles R. Savage)‏ هو سياسي أمريكي، ولد في 12 أبريل 1906 في الولايات المتحدة، وتوفي بنفس المكان في 14 يناير 1976. حزبياً، نشط في الحزب الديمقراطي. انتخب عضو مجلس النواب الأمريكي.